# Henrik Suzo
Blaženi Henrik Suzo (Suzon) (lat. Henricus Suso, njem. Heinrich Suso ili Heinrich Seuse, eng. Henry Suso, slov. Hénrik Súzon; Konstanz, 21. ožujka 1295. – Ulm, 25. siječnja 1366.), pridjevka »slatki« (zbog sklonosti pjesničkomu izrazu), rodnoga imena Heinrich von Berg, pseudonima Amandus, znan i kao Sluga Vječne Mudrosti, bio je njemački dominikanac, mistik, jezikoslovac, prevoditelj, filozof, pjesnik, teolog i propovjednik plemićkoga podrijetla iz kasnoga srednjega vijeka i blaženik Katoličke Crkve. Najpoznatiji je po svojoj Knjižici vječne mudrosti te kao jedan od vodećih njemačkih mistika i vođa Družbe prijatelja Božjih (njem. Gottesfreunde), koji su se posvećivali askezi. Tvorac je imena i ustroja molitve krunice. Blaženim ga je 1831. proglasio papa Grgur XVI., odredivši 2. ožujka za njegov spomendan među dominikancima. Spomendan mu se liturgijski slavi 25. siječnja.

## Život
Otac mu je bio pripadnik plemićke obitelji Berg, a majka, čije je prezime uzeo, obitelji Sus (Süs). S trinaest godina ulazi u dominikanski novicijat u rodnom Konstanzu, u kojemu je dobio prvu  filozofsku i teološku poduku. U razdoblju između 1322. i 1325. ili 1324. i 1327. pohađa dopunski teološki studij na dominikanskomu studium generale u Kölnu, u kojemu postaje učenikom mistika Johannesa (Meistera) Eckharta i Johannesa Taulera. Povratkom u Konstanz, postaje lektorom, te oko 1327. piše Knjižicu istine, vjerojatno u obranu Eckharta, čiji se nauk smatrao kontroverznim. Nekada između 1329. i 1334. razriješen je lektorske dužnosti. Oko 1328., 1329. ili kasnije piše na njemačkomu Knjižicu vječne mudrosti (njem. Das Büchlein der ewigen Weisheit), koja je do Kempenčeva spisa Nasljeduj Krista bila najpopularnija knjižica vjerske tematike u Europi, zahvaljujući jednostavnomu jeziku pisanja teoloških i mističnih zapažanja. Propovijedao je u švapskim, švicarskim, elzaskim i nizozemskim gradovima, skupinama pojedinaca iz svih društvenih slojeva, koje je privukla njegova duhovnost. Oko 1343. izabran je za priora Družbe prijatelja Božjih u Konstanzu ili u Diessenhofenu (Švicarska), u kojemu je bio u progonstvu pred bavarskim kraljem Lujem IV.  Povratkom u Konstanz ponovno se suočava s progonstvima i klevetama, a oko 1347. odlazi u Ulm, u kojemu je živio do smrti 1366.

## Djela i utjecaj
Neki povjesničari pripisuju mu autorstvo djela Ura mudrosti (lat. Horologium sapientie, između 1334. i 1348.), latinskoga izdanja njegove Knjižice vječne mudrosti, radi zadobivanja Eckhartova priznanja. Horologium je jezično dotjeraniji, bogatijega izraza, dopnjena sadržaja, zbog čega ne postoji koncenzus oko njegova autorstva. Drugi smatraju kako je Horologium prethodio Knjižici.
Povjesničar Heinrich Seuse Denifle prozvao je Knjižicu vječne mudrosti »najljepšim plodom njemačke mistike«, svrstavajući je uz Homilije sv. Bernarda i Kempenčev Nasljeduj Krista. U drugoj polovini XIV. i tijekom XV. st. bila je najčitanijom knjigom meditacija na njemačkomu jeziku. Djelo je bilo čitano ne samo u njemačkim, nego i nizozemskim, francuskim, talijanskim i engleskim krugovima.
Svoj duhovni život opisao je nakon umirovljenja u autobiografiji (Vita ili Leben Seuses) na temelju zapisa njegove učenice i mističarke Elisabeth Stagel iz Tossa, koja je građu crpila iz njegovih pisama i prevođenjem spisa na njemački. Svojemu životopisu Suzo je pridružio preradu prethodnih djela (Knjižice istine i Knjižice vječne mudrosti) i jedanaest pisama (njem. Briefbüchlein) te ih s proslovom okupio u knjigu Exemplar Seuses.
Iako je njegova Knjižica istine, koju je izdao za studija u Kölnu, naišla na kritike u nekim teološkim krugovima, koji su Suzu zbog poznanstva s Eckhartom pogrješno povezivali s pojedinim krivovjerjima, nisu utvrđena odstupanja od Crkvenoga učenja. Suzo se suprotstavio onodobnim panteističkim strujanjima i libertinskim učenjima Bratstva slobodnoga duha. Nakon smrti često mu se pogrešno pripisivalo osnivanje Bratstva vječne mudrosti, čiji je pravilo bio slobodan prijevod jednoga od poglavlja iz Horologiuma, no ono se nije pojavio do XV. st.

## Spomen
Hrvatska književnica Sida Košutić posvetila mu je romansiranu biografiju (hagiografiju) Sluga Vječne Mudrosti (1930.), u kojemu ga prikazuje kao Slugu, Pjesnika i Patnika. Suzon je Pjesnik Kristov, Lijepi Sluga prelijepog Gospodina, Sluga Vječne Mudrosti.

## Vanjske poveznice
- van Aelst, José ; Rozenski, Steven; Gay-Canton, Réjane: Henry Suso (c. 1295-1366): A Brief Introduction to his Life and Works (engl.) OPVS. Paris, 27. studenoga 2012.